# Prickwillow
Prickwillow är en ort i Storbritannien.   Den ligger i distriktet East Cambridgeshire, grevskapet Cambridgeshire och riksdelen England, i den sydöstra delen av landet, 110 km norr om huvudstaden London. Prickwillow ligger 2 meter över havet och antalet invånare är 440.
Terrängen runt Prickwillow är mycket platt. Runt Prickwillow är det ganska tätbefolkat, med 120 invånare per kvadratkilometer. Närmaste större samhälle är Littleport, 5,3 km nordväst om Prickwillow. Trakten runt Prickwillow består till största delen av jordbruksmark.